# Helong (lud)
Helong, także Kupang (nazwa holenderska) – indonezyjska grupa etniczna zamieszkująca południowo-zachodnią część wyspy Timor oraz wyspy Semau i Flores. Ich liczebność wynosi 18 tys. osób (2015). W przeważającej mierze wyznają protestantyzm.
Posługują się własnym językiem helong z wielkiej rodziny austronezyjskiej, częściowo wypieranym przez język malajski Kupangu. Tradycyjnie zajmują się rolnictwem (m.in. kukurydza, ryż, proso, rośliny strączkowe), hodowlą świń, w niewielkiej mierze także bawołów i drobiu. Trudnią się także rybołówstwem. Rozwinęli rzemiosło – plecionkarstwo i tkactwo.